# Ayoub Qasmi
 (juillet 2016).
Si vous disposez d'ouvrages ou d'articles de référence ou si vous connaissez des sites web de qualité traitant du thème abordé ici, merci de compléter l'article en donnant les références utiles à sa vérifiabilité et en les liant à la section « Notes et références ».
Ayoub Qasmi est un footballeur marocain né le 19 septembre 1993 à Casablanca. Il joue au poste de défenseur central à Al-Raed FC.

## Biographie
Avec la sélection marocaine olympique, il atteint la finale du Tournoi de Toulon en 2015, en étant battu par l'équipe de France des moins de 20 ans.

## Palmarès
- Champion du Maroc en 2015 avec le Wydad de Casablanca
- Finaliste du Tournoi de Toulon en 2015 avec l'équipe du Maroc olympique